# Breakfast in Bed
Breakfast in Bed is een nummer van de Britse zangeres Dusty Springfield uit 1969. Het nummer verscheen op de B-kant van haar single Don't Forget About Me, dat op het album Dusty in Memphis staat.

## Achtergrond
Het nummer is geschreven door Eddie Hinton en Donnie Fritts van de opnamestudio Muscle Shoals Sound Studio. Er zit een verwijzing in naar de zin You Don't Have to Say You Love Me uit haar gelijknamige single. Naast een tippositie in de Waalse Ultratop 50 bereikte het nummer in Nederland en België geen hitnoteringen. In 2014 werd het nummer gebruikt in de film Godzilla.

## Versie van UB40 en Chrissie Hynde
Er werden meerdere covers uitgebracht. De enige versie die hitnoteringen behaalde in het Nederlandse taalgebied is de versie van de Britse band UB40 en de Amerikaanse zangeres Chrissie Hynde uit 1988, uitgebracht op het titelloze album van de band. Het nummer behaalde in het Nederlandse taalgebied een vierde positie in de Nederlandse Top 40 en een tiende positie in de Nederlandse Single Top 100 en de Vlaamse Ultratop 50. Ditmaal was er geen notering in de Waalse Ultratop 50.

### Hitnoteringen

#### Nederlandse Top 40
| Hitnotering: 02-07-1988 t/m 03-09-1988 | Hitnotering: 02-07-1988 t/m 03-09-1988 | Hitnotering: 02-07-1988 t/m 03-09-1988 | Hitnotering: 02-07-1988 t/m 03-09-1988 | Hitnotering: 02-07-1988 t/m 03-09-1988 | Hitnotering: 02-07-1988 t/m 03-09-1988 | Hitnotering: 02-07-1988 t/m 03-09-1988 | Hitnotering: 02-07-1988 t/m 03-09-1988 | Hitnotering: 02-07-1988 t/m 03-09-1988 | Hitnotering: 02-07-1988 t/m 03-09-1988 | Hitnotering: 02-07-1988 t/m 03-09-1988 | Hitnotering: 02-07-1988 t/m 03-09-1988 |
| Week:                                  | 1                                      | 2                                      | 3                                      | 4                                      | 5                                      | 6                                      | 7                                      | 8                                      | 9                                      | 10                                     |                                        |
| -------------------------------------- | -------------------------------------- | -------------------------------------- | -------------------------------------- | -------------------------------------- | -------------------------------------- | -------------------------------------- | -------------------------------------- | -------------------------------------- | -------------------------------------- | -------------------------------------- | -------------------------------------- |
| Positie:                               | 23                                     | 16                                     | 12                                     | 8                                      | 7                                      | 4                                      | 5                                      | 9                                      | 18                                     | 26                                     | uit                                    |

#### Nationale Hitparade Top 100
| Hitnotering: 25-06-1988 t/m 24-09-1988 | Hitnotering: 25-06-1988 t/m 24-09-1988 | Hitnotering: 25-06-1988 t/m 24-09-1988 | Hitnotering: 25-06-1988 t/m 24-09-1988 | Hitnotering: 25-06-1988 t/m 24-09-1988 | Hitnotering: 25-06-1988 t/m 24-09-1988 | Hitnotering: 25-06-1988 t/m 24-09-1988 | Hitnotering: 25-06-1988 t/m 24-09-1988 | Hitnotering: 25-06-1988 t/m 24-09-1988 | Hitnotering: 25-06-1988 t/m 24-09-1988 | Hitnotering: 25-06-1988 t/m 24-09-1988 | Hitnotering: 25-06-1988 t/m 24-09-1988 | Hitnotering: 25-06-1988 t/m 24-09-1988 | Hitnotering: 25-06-1988 t/m 24-09-1988 | Hitnotering: 25-06-1988 t/m 24-09-1988 | Hitnotering: 25-06-1988 t/m 24-09-1988 |
| Week:                                  | 1                                      | 2                                      | 3                                      | 4                                      | 5                                      | 6                                      | 7                                      | 8                                      | 9                                      | 10                                     | 11                                     | 12                                     | 13                                     | 14                                     |                                        |
| -------------------------------------- | -------------------------------------- | -------------------------------------- | -------------------------------------- | -------------------------------------- | -------------------------------------- | -------------------------------------- | -------------------------------------- | -------------------------------------- | -------------------------------------- | -------------------------------------- | -------------------------------------- | -------------------------------------- | -------------------------------------- | -------------------------------------- | -------------------------------------- |
| Positie:                               | 63                                     | 25                                     | 16                                     | 15                                     | 12                                     | 12                                     | 10                                     | 17                                     | 28                                     | 37                                     | 41                                     | 57                                     | 68                                     | 98                                     | uit                                    |

#### VlaamseUltratop 50
| Hitnotering: 09-07-1988 t/m 03-09-1988 | Hitnotering: 09-07-1988 t/m 03-09-1988 | Hitnotering: 09-07-1988 t/m 03-09-1988 | Hitnotering: 09-07-1988 t/m 03-09-1988 | Hitnotering: 09-07-1988 t/m 03-09-1988 | Hitnotering: 09-07-1988 t/m 03-09-1988 | Hitnotering: 09-07-1988 t/m 03-09-1988 | Hitnotering: 09-07-1988 t/m 03-09-1988 | Hitnotering: 09-07-1988 t/m 03-09-1988 | Hitnotering: 09-07-1988 t/m 03-09-1988 | Hitnotering: 09-07-1988 t/m 03-09-1988 |
| Week:                                  | 1                                      | 2                                      | 3                                      | 4                                      | 5                                      | 6                                      | 7                                      | 8                                      | 9                                      |                                        |
| -------------------------------------- | -------------------------------------- | -------------------------------------- | -------------------------------------- | -------------------------------------- | -------------------------------------- | -------------------------------------- | -------------------------------------- | -------------------------------------- | -------------------------------------- | -------------------------------------- |
| Positie:                               | 30                                     | 13                                     | 13                                     | 16                                     | 19                                     | 10                                     | 19                                     | 21                                     | 26                                     | uit                                    |